# Kanalkopplung
In der digitalen Tonverarbeitung können durch Kanalkopplung Abhängigkeiten zwischen Mehrkanaltonsignalen ausgenutzt werden, um eine kompaktere Darstellung zu erhalten (digitale Audiodatenkompression). Die wiederholte Beschreibung gemeinsamer Inhalte wird vermieden, indem in einen Kanal nur die Information über den Unterschied zu einem vorhandenen Kanal oder zu einem neuen Mittenkanal geschrieben wird.
Am gebräuchlichsten ist auch mit steigender Verbreitung von Mehrkanalsystemen die Zweikanalkonfiguration, also im Bereich der Stereophonie. Entsprechend häufig ist von englisch Joint Stereo (kurz: JS) und ihren Spielarten wie der Pegeldifferenzstereophonie, mid/side stereo (englisch) und dem parametrischen Stereo die Rede. Diese Spielarten haben ihre Entsprechung in der traditionellen Tontechnik, beispielsweise als Intensitätsstereofonie und MS-Stereofonie. Sie gehen teils mit unterschiedlich starken Klangverlusten einher. Viele Anwender kennen nur das verlustfreie MS-Verfahren.
Die Differenzsignale können
- verlustfrei gespeichert werden (verlustfreie Kopplung) oder

- quantisiert und entsprechend verlustbehaftet kodiert werden; dabei fällt das Quantisierungsrauschen ins Zentrum des Stereoklangbildes, wo es gut vom restlichen Signal maskiert wird.

## Mid/Side-Stereo
Mid/Side-Stereo ist eine Technik, die ausnutzt, dass der linke und rechte Kanal einer Stereotonaufnahme meist sehr ähnlich sind, d. h. die Aufnahme einen hohen Mitten- bzw. Monoanteil aufweist. Dabei werden nicht mehr die Kanäle links und rechts gespeichert, sondern aus ihnen ein Mitten- und ein Seitenkanal gebildet.
Das Verfahren ist in der Audiodatenkompression bei neueren verlustfreien Audiocodecs wie etwa FLAC und auch bei verlustbehafteten wie LAME stark verbreitet. Es findet sich bereits im ursprünglichen MP3-Codec des Fraunhofer-Institut für Integrierte Schaltungen und auch im Rundfunk beim FM-Stereo.

## Parametrischer Mehrkanalton
Im Falle des stark verlustbehafteten parametrischen Stereo (englisch „intensity stereo“) wird das Signal analysiert, und es werden parametrische Beschreibungen gespeichert, aus denen der Dekoder dann zum Beispiel durch entsprechende Anordnung bestimmter Signalanteile auf einer virtuellen Klangbühne einen näherungsweisen Eindruck restaurieren kann.
Es werden lediglich ein Monokanal und Richtungsvektoren zur Rekonstruktion der Stereodaten gespeichert.

### Pegeldifferenzstereophonie
Die Pegeldifferenzstereophonie (englisch „intensity stereo“) ist ein einfacher Fall des parametrischen Stereo. Bei ihr wird nur die Pegeldifferenz zwischen den Kanälen festgehalten; die laufzeitenbedingten zeitlichen Verzögerungen bestimmter Signalanteile bleiben außer Acht, und Phaseninformationen gehen verloren. Die eventuell auftretende Phasenverschiebung ist jedoch oberhalb einer gewissen Frequenz nicht mehr wahrnehmbar. Dennoch geht die ursprüngliche Stereoinformation verloren; das Verfahren ist verlustbehaftet und eignet sich nach allgemeiner Ansicht nur für niedrige Datenraten, bei denen man statt Monokodierung lieber doch noch etwas Stereoinformation hätte.
In der digitalen Audiodatenkompression wird sie in Encodern meist nur bei sehr niedrigen Datenraten eingesetzt. Sehr viele Encoder entscheiden anhand der gewählten Datenrate, ob sie Intensitätsstereofonie verwenden möchten, jedoch gibt es einige, zumeist ältere Codecs, die ausschließlich auf diese Technik setzen.

## Bewertung
Vor allem in der Anfangszeit dieser Komprimierungstechnik wurde von sehr vielen Verfechtern „puren“ Stereos argumentiert, Kanalkopplung zerstöre das Stereogefühl und beeinträchtige so das Hörerlebnis.
Oft wurden jedoch bei solchen Argumentationen MS-Stereo mit Pegeldifferenzstereophonie (oder MS-Stereo mit Datenreduktion des Differenzsignales) in einen Topf geworfen, was teilweise auf der unglücklichen Vereinigung der beiden Techniken unter einem Namen beruht haben dürfte.
Mittlerweile scheint die Anzahl der strikten Ablehner des Algorithmus aber rückläufig; das ist auch auf geschicktere Implementierungen in modernen Audiocodecs zurückzuführen. Vor allem in verlustfreien Algorithmen und bei niedrigeren Datenraten ist die Technik praktisch etabliert.
Im Falle einer Datenreduktion des Differenzkanales und des Mittensignales ergeben sich gegenüber einer getrennten Quantisierung der Kanäle verschiedene klangliche Vor- und Nachteile. Absoluter Vorteil ist die gleichbleibende Richtungsdominanz, die sich bei der Datenreduktion von zwei getrennten Stereo-Kanälen besonders bei niedrigen Datenraten oft als Problem herausstellt, weil sie sich dort durch ein Wandern des Stereobildes von links und rechts bemerkbar macht. Da Joint-Stereo jedoch in Mitten- und Seiten-Signal kodiert ist, tritt hier dieser Effekt als Pulsieren der Stereobreite von Mitte zur Seite auf, was tonpsychologisch wesentlich günstiger beziehungsweise eben als deutlich weniger störend empfunden wird, als dass die Stereo-Mitte, die im medialen Mainstream-Bereich den Großteil der wichtigen Signalanteile enthält, nicht eindeutig lokalisierbar ist oder ihre Position wechselt. Nachteil ist, dass im Falle eines leisen Seitensignals, wie zum Beispiel bei Hallräumen, die Tiefenschärfe zu den Seiten leidet. Wenn sich der linke und rechte Kanal stark unterscheiden, ergibt sich mit MS-Stereo außerdem eine Verschlechterung gegenüber der Trennung nach den herkömmlichen Kanälen. Da die Entscheidung, ob Stereo als Links/Rechts- oder Mitte/Seite-Signal kodiert wird, in vielen Audioformaten für einzelne Blöcke (Abschnitte über einige hundert Millisekunden) getroffen werden kann, wählen Encoder für solche Formate die Darstellung, die sich besser kodieren lässt, sofern der Benutzer nicht eine bestimmte Darstellung festgelegt hat.